# Digitální ekologie
Digitální ekologie (anglicky: digital ecology) je směr ekologického uvažování, který může být vymezen jako „uzavřený soubor digitálních a nedigitálních artefaktů a uživatelů působících jako uzly v síti, jejíž hranice jsou určené aktivitou, strukturou a vzorci organizace, jež je definována buď uživatelem a/nebo konstruktérem“. Usiluje o zkoumání životního prostředí jako komplexního celku (v němž se prolínají biologické i sociální a virtuální aspekty) a zkoumání průniků digitálního a fyzického světa.
Digitální ekologie není synonymem informační ekologie. Ta se objevuje na konci devadesátých let 20. století, kdy s tímto slovním spojením začali pracovat výzkumníci z různých odvětví, aby sjednotili narůstající potřebu definování práce s informacemi v různých prostředích. Pojem digitální ekologie je relativně nový, spíše než o svébytné odvětví ekologie se jedná o myšlenkové schéma, které může pomoci pochopit současné procesy probíhající ve společnosti a vztahy mezi jednotlivými organismy navzájem a jejich prostředím. Oproti klasické ekologii totiž v sobě implementuje ještě složku digitálního prostoru, virtuálního světa, jakožto dalšího a relativně nového prostoru, v kterém také dochází k interakci mezi jednotlivými živými a neživými organismy (např. mezi člověkem a počítačem, tzv. human computer interaction). Digitální ekologie je transdisciplinárním odvětvím, jež se snaží kombinovat poznatky z tradiční ekologie, evoluční biologie, informatiky, sociologie a případně dalších oborů. Digitální ekologie předpokládá, že všechny živé organismy jsou sítě, které se různě shlukují a komunikují se sítěmi (organismy) digitálními. 
Teoretické základy, premisy a výzkumná témata, jimiž se tento myšlenkový směr zaobírá, není, vzhledem k relativně krátkému trvání, možno přesně vymezit. Jeho rozvoj byl podnícen rychlými změnami, jež přinesla všeprostupující digitalizace, která má značné dopady jak na společnost, tak na životní prostředí. Rozvoj digitální ekologie bývá proto také spojován s environmentalismem a problematikou duševního vlastnictví na internetu. James Boyle, profesor práva na Duke University, přirovnává environmentální hnutí reagující na degradaci životního prostředí k dnešnímu hnutí bojujícímu za volný přístup k informacím (v tomto kontextu používá jako jeden z prvních pojem digital ecology). Digitální ekologie našla ale své místo i ve vědeckém diskurzu. V prestižním časopise Nature vyšla v lednu 2015 nejvýznamnější práce, jež se zabývá problematikou digitální ekologie. Kaj-Kolja Kleineberg a Marián Boguñá ve svém článku Digital Ecology: Coexistence and Domination among Interacting Networks představují ekologickou teorii digitálního světa, v němž se setkáváme se stabilní koexistencí několika sítí, jakož i dominancí jediné, což kontrastuje s principem konkurenčního vyloučení. Ve své práci dochází k zajímavému teoretickému zjištění (jež je založené na empirickém pozorování), že v budoucnu budou existovat jednotlivé sítě a služby pospolu. O vymezení a definování digitální ekologie usiluje Dimitrios Raptis a kol. ve svém článku What is a Digital Ecology? Theoretical Foundations and a Unified Definition.